# Bartosz Arłukowicz
Bartosz Arłukowicz (Resko, 30 dicembre 1971) è un politico polacco, ministro della salute dal 2011 al 2015 ed europarlamentare dal 2019.

## Biografia
Inizialmente membro di Socialdemocrazia Polacca, è eletto per la prima volta alla Sejm nel 2007. Dal 2009 al 2010 è vicepresidente della commissione parlamentare di inchiesta sul gioco d'azzardo. 
Ad ottobre 2011 dopo le dimissioni di Ewa Kopacz eletta Maresciallo del Sejm viene nominato ministro della salute nel Governo di Donald Tusk. Da ministro porta avanti una riforma complessiva del sistema oncologico, nota come pacchetto oncologico. Nel 2013 aderisce ufficialmente al partito di Tusk Piattaforma Civica. Presenta le dimissioni da ministro nel giugno 2015 a seguito di una crisi scaturita dalla pubblicazione di alcune registrazioni di conversazioni politiche tra ministri e banchieri della Banca Centrale (per legge indipendente dalla politica) benché non coinvolto direttamente nello scandalo.
Alle elezioni europee del 2019 viene eletto al Parlamento Europeo nelle file della Coalizione Europea. Nel settembre 2020 viene eletto Presidente di una neoistituita commissione speciale per la lotta contro il cancro incaricata di valutare ulteriori opportunità per azioni concrete dell'Unione sul tema.